# Live+1
Live+1 är en EP av Frehley's Comet, utgiven i maj 1988. EP:n består av fyra låtar inspelade live på Aragon Ballroom i Chicago den 4 september 1987 samt den studioinspelade låten "Words Are Not Enough".

## Låtförteckning
1. "Rip It Out" (Ace Frehley, Larry Kelly, Sue Kelly) – 4:34
2. "Breakout" (Frehley, Eric Carr, Richie Scarlett) – 7:32
3. "Something Moved" (Tod Howarth) – 3:57
4. "Rocket Ride" (Frehley, Sean Delaney) – 4:34
5. "Words Are Not Enough" (Frehley, Jim Keneally) – 3:25

## Medverkande
- Ace Frehley - Gitarr, Sång och Bakgrundssång
- Tod Howarth - Gitarr, Keyboard, Sång och Bakgrundssång
- John Regan - Bas och Bakgrundssång
- Anton Fig - Trummor